# Chińskie Tajpej na Letnich Igrzyskach Olimpijskich Młodzieży 2010
Chińskie Tajpej na Letnich Igrzyskach Olimpijskich Młodzieży w Singapurze w 2010 reprezentować będzie 3 sportowców w 2 dyscyplinach.

## Tenis
- Huang Liang-chi

## Tenis stołowy
- Hsin Huang
- Hung Tzu-hsiang